# Magnús (film 1989)
Magnús è un film di Þráinn Bertelsson del 1989